# Chevrolet TrailBlazer
Chevrolet TrailBlazer — среднеразмерный внедорожник, выпускавшийся подразделением General Motors Chevrolet с 2001 по 2008 год. Он заменил пятидверный Chevrolet Blazer; после прекращения выпуска TrailBlazer в США начала выпускаться полноразмерная модель Traverse.
В 2012 году появилось второе поколение TrailBlazer, не имеющее ничего общего с первым поколением и не выпускающееся в США — стране, являвшейся главным рынком сбыта первой генерации автомобиля. Данный автомобиль был разработан отделением GM Бразилия. Производится в Таиланде. В виде готовых машинокомплектов приходит на завод в Шушарах (Санкт-Петербург), где к полностью готовой машине крепят бампера и колёса.

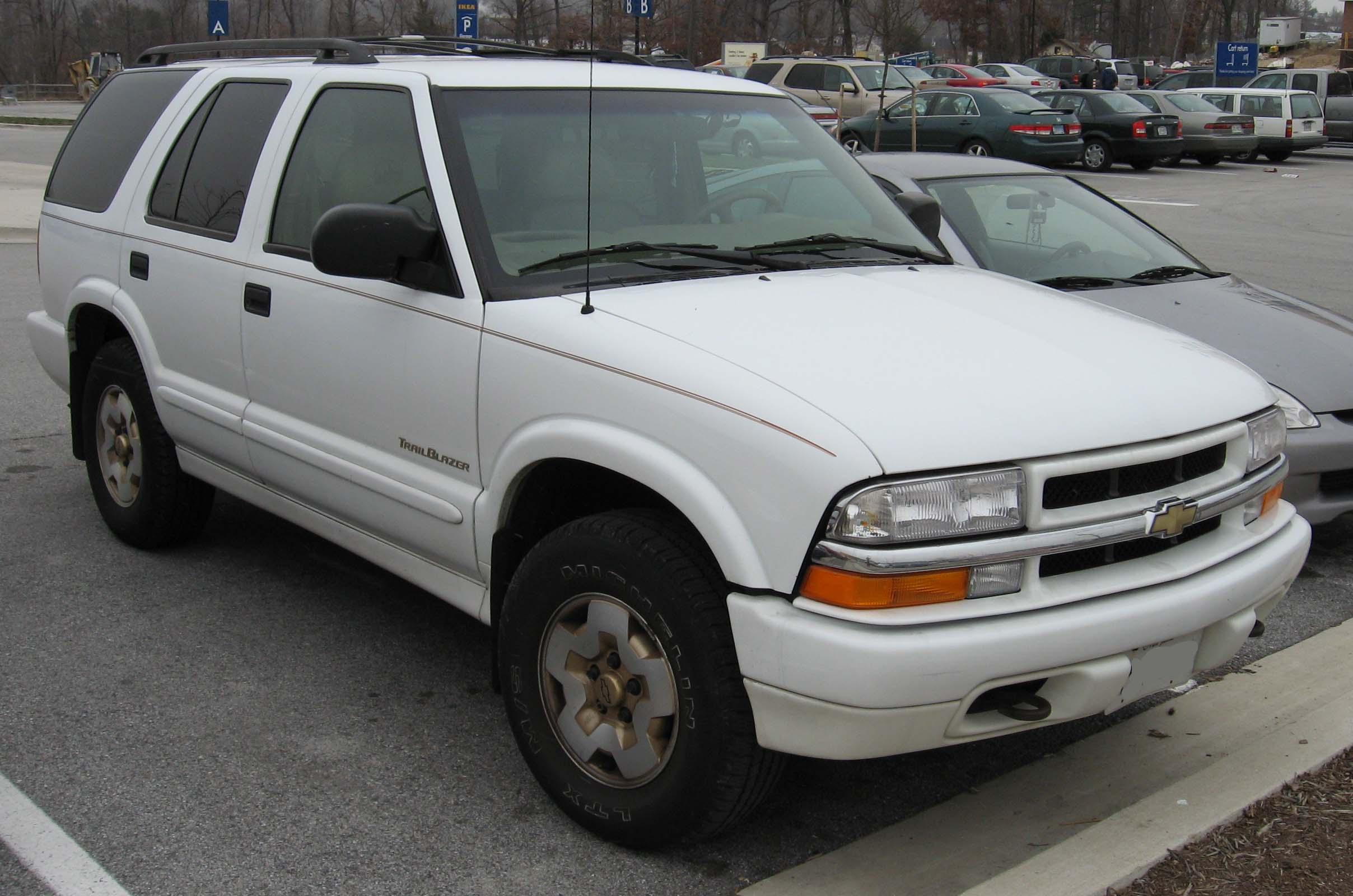
Chevrolet Blazer TrailBlazer

Под именем TrailBlazer с 1999 по 2001 год также выпускался пятидверный Chevrolet Blazer, являвшийся более высокой комплектацией обычной версии. В 2002 году TrailBlazer превратился в отдельную модель и выпускался совместно с Blazer до 2005 года, когда тот прекратил своё существование.

## Первое поколение
Первое поколение базировалось на грузовой платформе GMT360. Он имел подключаемый полный привод с режимами «4 High» и «4 Low» и блокировкой заднего дифференциала G80 (у комплектации SS был полный привод и блокировка G86). Старшая комплектация LT, по сравнению со стандартной LS, имела улучшенные интерьер и звуковую систему, литые диски, тормоза на 4 колеса и стандартный пакет для буксировки. В конце 2005 — начале 2006 года TrailBlazer получил обновление, а именно новые приборную панель и интерьер, однако обновление получила только версия LT, в то время как LS имела интерьер 2001—2005 годов. Версия SS получила также небольшие изменения спереди и сзади, а также боковые юбки. В 2005 году на TrailBlazer начали ставить систему ESP.

### Двигатели

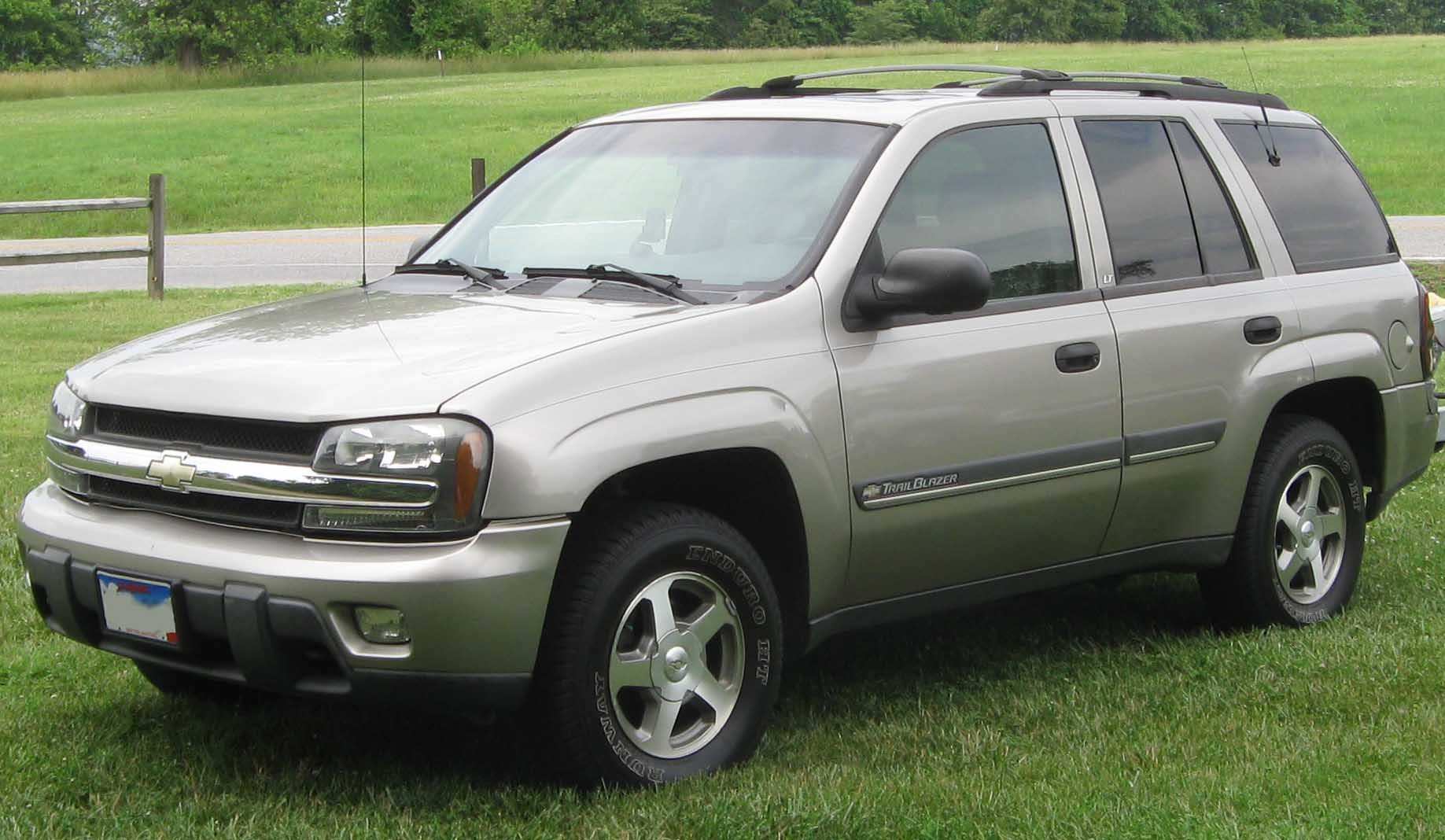
Дорестайлинг

TrailBlazer имел на выбор 2 атмосферных двигателя: 4,2-литровый рядный шестицилиндровый и 5,3-литровый V-образный восьмицилиндровый моторы. V8 имел систему отключения половины цилиндров для экономии топлива. Оба оснащались 4-ступенчатой автоматической трансмиссией. В 2006 году вместе с обновлением был изменён 4,2-литровый агрегат, ставший немного мощнее (с 273 до 295 л. с.).
- Размерность колёс — 255/60R17 (255/55 R20 на SS)
- Передняя подвеска — независимая, двухрычажная
- Задняя подвеска — зависимая, неразрезной мост
- Рулевое управление — реечное с гидроусилителем
- Диаметр разворота — 11,7
- Передние тормоза — дисковые, вентилируемые
- Задние тормоза — дисковые

### EXT

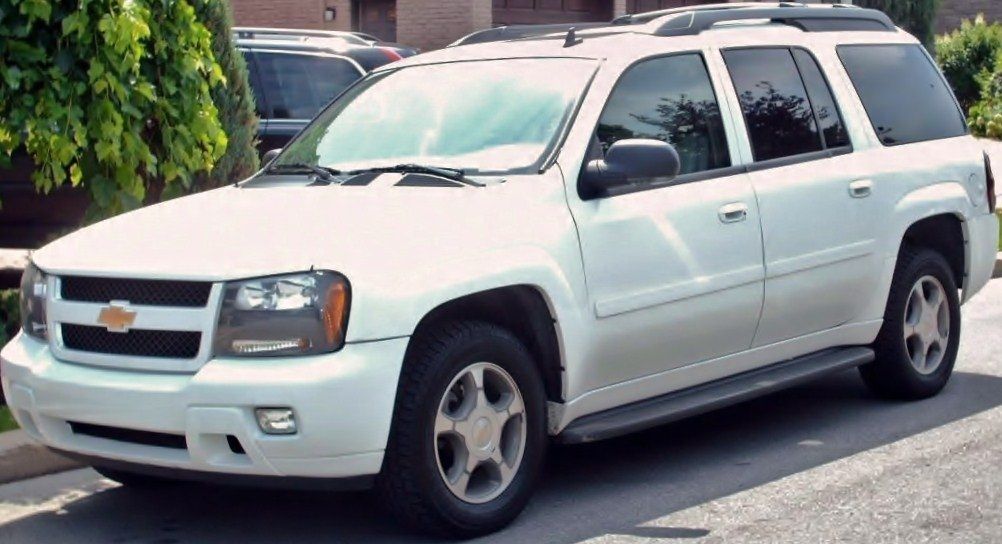
TrailBlazer EXT

В 2003 году появилась удлинённая версия EXT, имевшая 3 ряда сидений и 7 мест для сидения, соответственно, были увеличены длина (на 406 мм) и высота, увеличение которой было замаскировано рейлингами на крыше. EXT производился на фабрике в Оклахоме до февраля 2006 года, когда фабрика закрылась и производство было завершено. Удлинённую версию можно было отличить от обычной версии квадратными задними дверьми (в обычной версии угол был обрезан для колёсных арок).

### SS

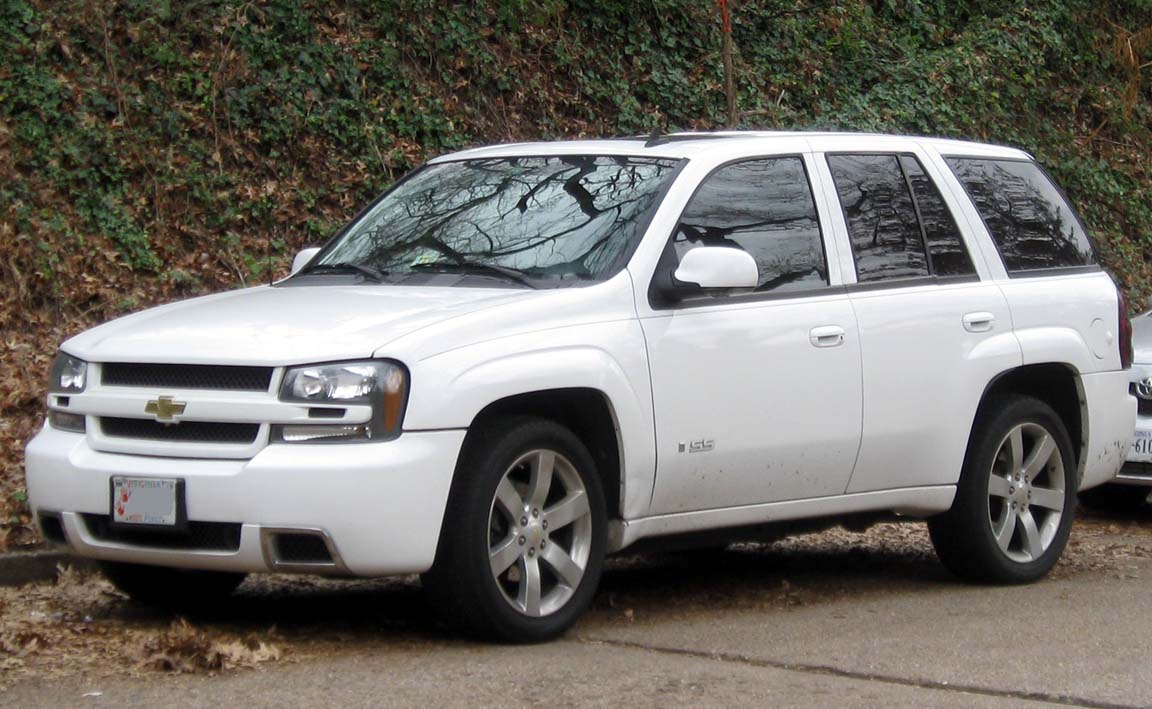
TrailBlazer SS

В 2006 году появилась версия SS, первый спортивный внедорожник Chevrolet. Он оснащался 6-литровым двигателем V8 от шестого поколения Chevrolet Corvette. Впервые он был показан на автосалоне в Чикаго 2003 года. Автомобиль был одним из самых быстрых спортивных внедорожников США.

### Безопасность
Краш-тесты автомобиля проводил в 2008 году американский страховой институт дорожной безопасности (IIHS), а также Национальное управление безопасностью движения на трассах (NHTSA). У IIHS автомобиль получил довольно плохие оценки.
| Передний удар по водителю:  | 3 из 5 звёзд · 3 из 5 звёзд · 3 из 5 звёзд · 3 из 5 звёзд · 3 из 5 звёзд |
| Передний удар по пассажиру: | 4 из 5 звёзд · 4 из 5 звёзд · 4 из 5 звёзд · 4 из 5 звёзд · 4 из 5 звёзд |
| Боковой удар по водителю:   | 5 из 5 звёзд · 5 из 5 звёзд · 5 из 5 звёзд · 5 из 5 звёзд · 5 из 5 звёзд |
| Боковой удар по пассажиру:  | 5 из 5 звёзд · 5 из 5 звёзд · 5 из 5 звёзд · 5 из 5 звёзд · 5 из 5 звёзд |
| Опрокидывание (2WD):        | / 20,4 %                                                                 |
| Опрокидывание (4WD):        | / 19,1 %                                                                 |

| IIHS                                                  | IIHS |
| ----------------------------------------------------- | ---- |
| Фронтальный удар с 40%-м перекрытием                  | A    |
| Боковой удар                                          | M    |
| Подголовники и сиденья                                | P    |
| Протестированная модель: Chevrolet Trailblazer (2006) |      |

### Отзывы

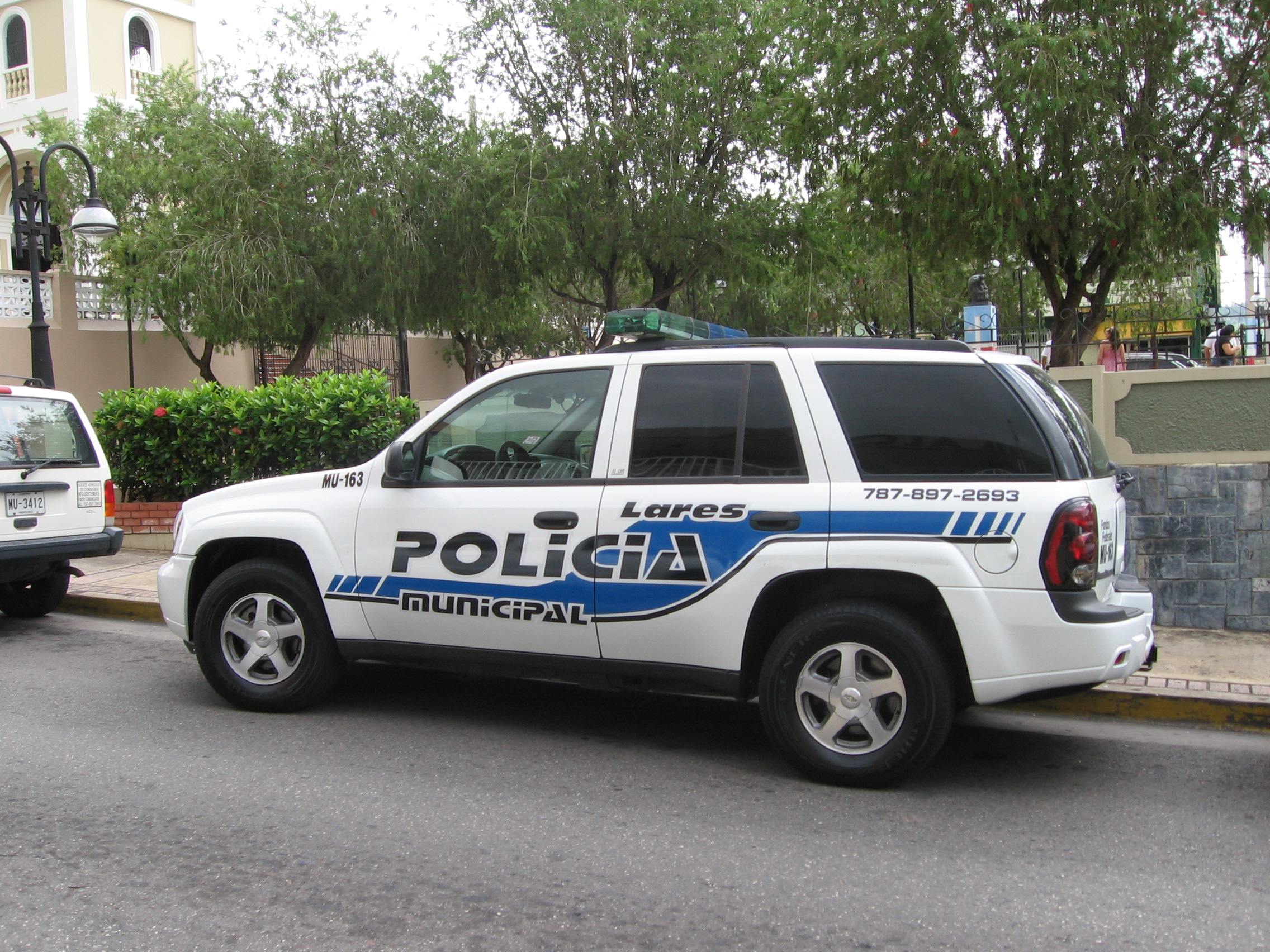
TrailBlazer в полиции

В начале 2002 года General Motors отозвали 76 000 автомобилей Chevrolet TrailBlazer и GMC Envoy 2002 модельного года из-за возможного дефекта в системе полного привода и коробке передач.
В середине 2002 года GM снова отозвали 65 000 автомобилей Chevrolet TrailBlazer, GMC Envoy и Oldsmobile Bravada из-за возможного дефекта в топливопроводной системе.
В 2003 году в Японии было отозвано 4861 автомобилей Astro, Blazer, Astro Tiara, Astro Starcraft и TrailBlazer из-за неисправности в приводе наружных зеркал и проблемы с тормозами.
В 2004 году Национальная администрация США по безопасности на транспорте расследовала внедорожники TrailBlazer из-за 37 обращений владельцев, которые жаловались на неработающие стоп-сигналы. В конце года было отозвано 950 000 автомобилей Chevrolet Trailblazer, GMC Envoy, Oldsmobile Bravada и Buick Rainier по этой причине.
В том-же 2004 году General Motors заявили об отзыве внедорожников Chevrolet TrailBlazer, GMC Envoy и Oldsmobile Bravada 2001 и 2002 модельного года из-за обнаруженной проблемы с ремнями безопасности.
В 2006 году General Motors и Isuzu отозвали 258 000 автомобилей из-за вероятности короткого замыкания в проводке электростеклоподъёмников и переключателей дверных замков, которое может привести к возгоранию. Отзыв затронул внедорожники Chevrolet TrailBlazer, GMC Envoy, Buick Rainier, Isuzu Ascender и Saab 9-7X 2006 и 2007 модельных годов, которые были зарегистрированы в 20 штатах США.

### В России
TrailBlazer продавался в России с 2003 по 2009 год и был представлен в России в 2001 году. Он имел те же двигатели, что и американские версии, но с изменёнными мощностью и крутящим моментом; 5,3-литровый двигатель был доступен только в версии EXT до 2004 года. Автомобиль производился на заводе «Автотор» в Калининграде. Автомобиль пользовался популярностью — за промежуток июнь-сентябрь 2004 года было продано 135 автомобилей, за весь 2004 год было продано 267 TrailBlazer.

### Прекращение производства
Следующее поколение TrailBlazer должно было появиться весной 2007 года на платформе GMT361, преемнике GMT360. Однако в январе 2006 года General Motors решили просто обновить модель из-за недостатка средств. В 2009 году TrailBlazer вместе с минивэном
Uplander были заменены Chevrolet Traverse. В декабре 2008 года завод в Морэйн, Огайо прекратил производство всех моделей на платформе GMT360. 16 декабря вышел последний TrailBlazer, через неделю завод был закрыт. Закрытие последнего завода GM по производству внедорожников было показано в документальном фильме «The Last Truck: Closing of a G.M. Plant».

### Продажи в США
| Календарный год | Общие продажи |
| --------------- | ------------- |
| 2001            | 115 103       |
| 2002            | 249 568       |
| 2003            | 261 334       |
| 2004            | 283 484       |
| 2005            | 244 150       |
| 2006            | 174 797       |
| 2007            | 134 626       |
| 2008            | 74 878        |
| 2009            | 8829          |

### Награды
- Автомобиль года в США в 2001 году[23]
- Североамериканский автомобиль и грузовик года в 2002 году
- 13 место по продажам в США в 2003 году[24]
- Один из самых плохих по качеству в 2004 году, по мнению потребительского издания Consumer Reports[25]
- 4,2-литровый двигатель входил в рейтинг «10 лучших двигателей по мнению журнала Ward’s» в 2002—2005 годах[26]
- 8 место среди самых плохих автомобилей по мнению американского издания ТТАС (The truth about cars)[27]
- Лучший полноразмерный внедорожник в 2008 году по опросу компании AutoPacific[28]

## Второе поколение
Второе поколение было показано в виде концепта в 2011 году на Дубайском автосалоне. Серийный автомобиль показали в Бангкоке в том же году. TrailBlazer второго поколения сделан на основе Chevrolet Colorado второго поколения.

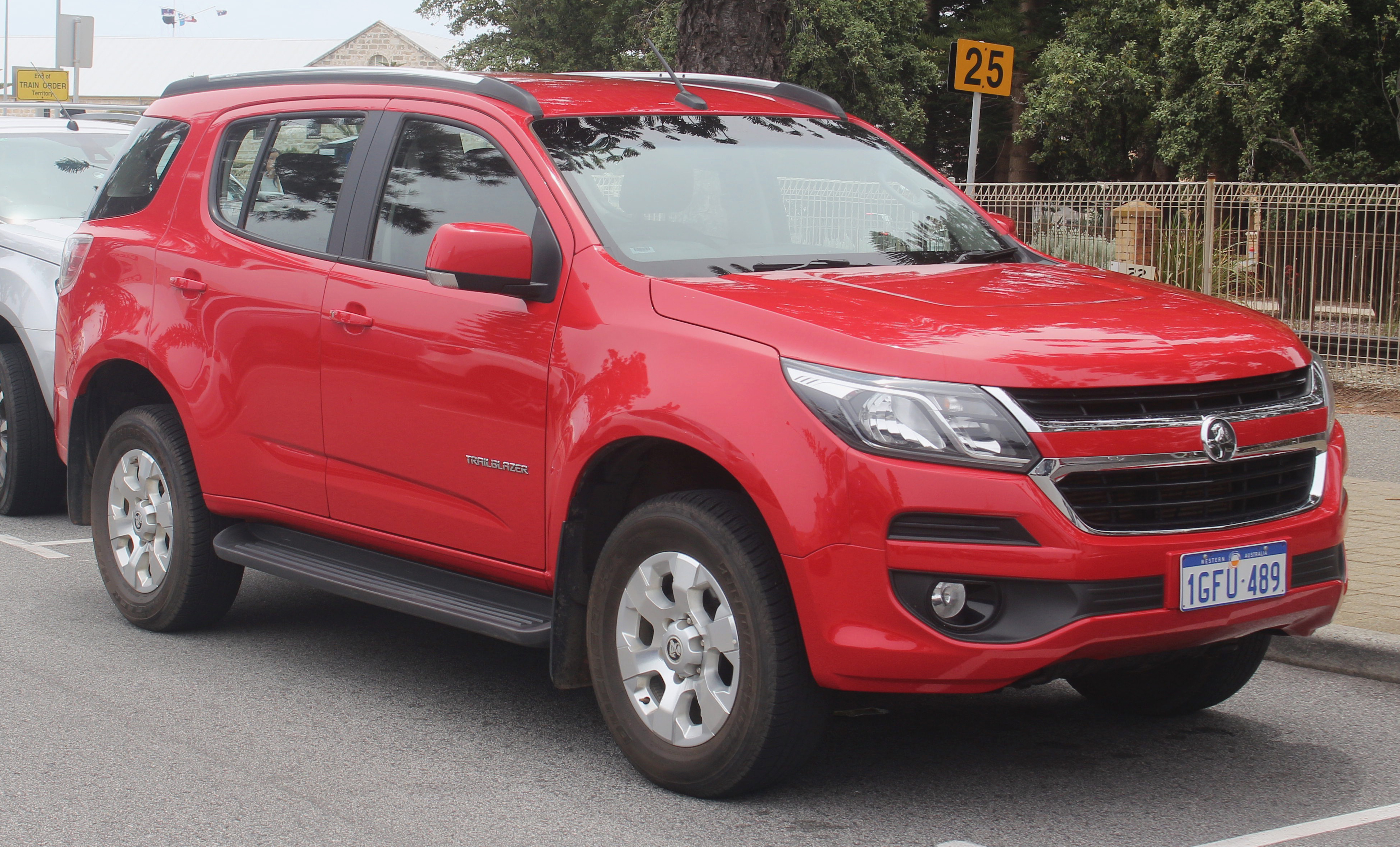
Holden Trailblazer

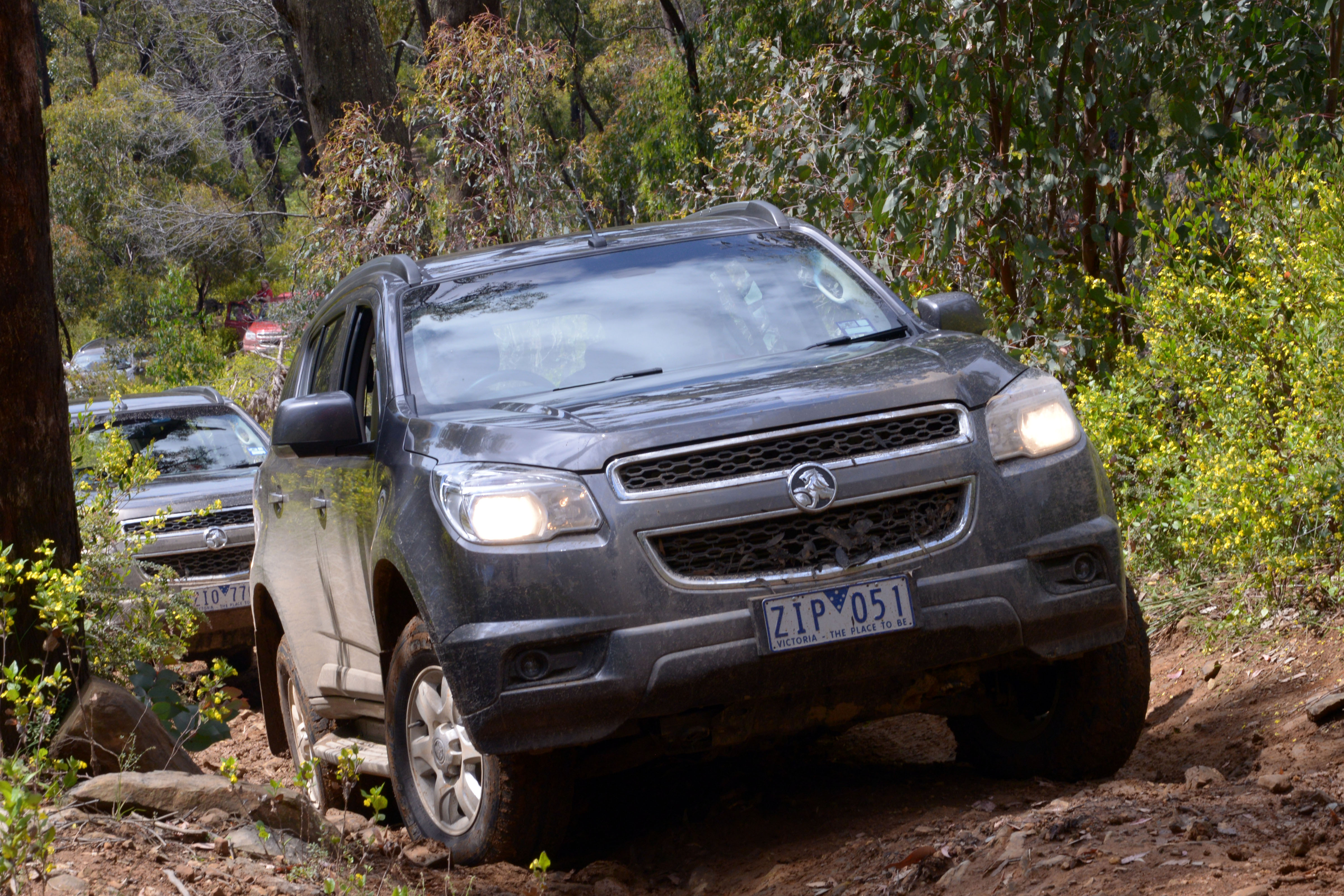
Holden Colorado 7

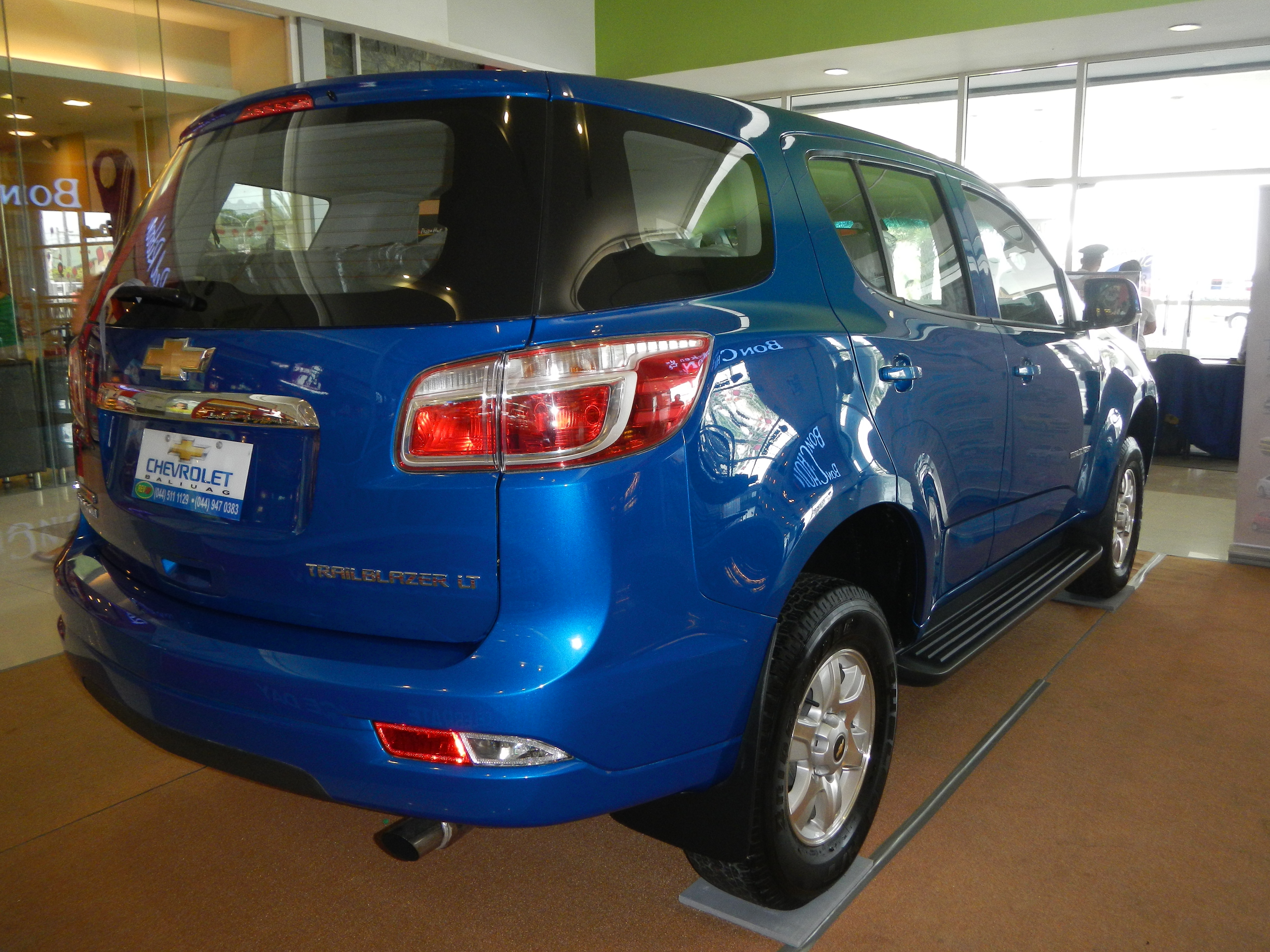
Chevrolet TrailBlazer второго поколения

Внедорожник выпускается с 2012 года. Автомобиль представленный на рынках стран Азии, Африки, Южной Америки делают на заводах в Бразилии и Таиланде.   
Chevrolet Trailblazer второго поколения выпускается с двумя турбодизелями Duramax объёмами 2,5 литра мощностью 150 л. с. (350 Нм) и 2,8 литра мощностью 280 л. с. (470 Нм), работающими в паре с 6-диапазонной автоматической коробкой передач Hydra-Matic или с 5-ступенчатой механикой.  

### В России
Российская премьера Trailblazer прошла на Московском автосалоне в августе 2012 года. В марте 2013 года на заводе General Motors в Санкт-Петербурге начался выпуск внедорожника Trailblazer второго поколения.  
Полноприводный внедорожник предлагался на российском рынке со 180-сильным дизелем объёмом 2,8 литра, работающим в паре либо с 5-ступенчатой механикой, либо с 6-диапазонным автоматом, а также с 3,6-литровым бензиновым мотором, развивающим 239 л. с. в паре с автоматической трансмиссией. 

### Рестайлинг
Рестайлинговые Chevrolet Colorado и TrailBlazer были показаны в виде прототипов в 2016 году в Бангкоке. Спецверсия Colorado, названная Xtreme, отличается от серийного пикапа изменённой передней частью, обновлённым интерьером, а также внедорожными аксессуарами.
Для обновлённого Chevrolet TrailBlazer 2 предусмотрено два двигателя на выбор:
- 6-цилиндровый бензиновый объёмом 3,6 литра (239 л. с.);
- 4-цилиндровый турбодизель объёмом 2,8 литра (180 л. с.).